# 1912年ストックホルムオリンピックのイタリア選手団
1912年ストックホルムオリンピックのイタリア選手団（1912ねんストックホルムオリンピックのイタリアせんしゅだん）は、1912年5月5日から7月27日にかけてスウェーデンの首都ストックホルムで開催された1912年ストックホルムオリンピックのイタリア選手団、およびその競技結果。

## 概要
今大会は金メダル3個、銀メダル1個、銅メダル2個の合計6個のメダルを獲得した。

## メダル
| メダル | 選手名                       | 競技 | 種目         |
| ------ | ---------------------------- | ---- | ------------ |
| 銅     | フェルナンド・アルティマーニ | 陸上 | 男子10km競歩 |